# NGC 2107
NGC 2107 je otvoreni skup u zviježđu Stolu. 

## Vanjske poveznice
- SEDS: NGC 2107